# Jarlsætet
Jarlsætet är en kulle i Antarktis. Den ligger i Östantarktis. Norge gör anspråk på området. Toppen på Jarlsætet är 1 573 meter över havet.
Terrängen runt Jarlsætet är huvudsakligen platt, men söderut är den kuperad. Trakten är obefolkad. Det finns inga samhällen i närheten. 